# هودر و استاتن
هودر و استاتن (انگلیسی: Hodder & Stoughton) بنگاه انتشارات بریتانیایی است که هم‌اکنون، زیرمجموعه بنگاه انتشاراتی اشت است.